# Uchentein

Uchentein este o comună în departamentul Ariège din sudul Franței. În 1 ianuarie 2018 avea o populație de 17 de locuitori.